# Batalla del Monte Liceo
La Batalla del Monte Liceo fue una batalla de 227 a. C. en la que Esparta (dirigido por Cleómenes III) derrotó al ejército de la Liga Aquea en la Guerra de Cleómenes. El ejército aqueo fue liderado por Arato de Sición, estratego de la Liga Aquea, que había sido enviado a atacar Elis aliado de Esparta.